# جوش بلوكسهام
جوش بلوكسهام (بالإنجليزية: Josh Bloxham)‏ مواليد 13 مارس 1990 في كرايستشرش، هو لاعب كرة سلة نيوزلندي. بدأ مسيرته الاحترافية في سنة 2006. لعب مع نيو زيلاند بريكرز وسوبر سيتي رينجرز.